# Convocazioni all'European League femminile 2011
Elenco delle giocatrici convocate per l'European League 2011.

## Bielorussia
| N° | Nome                  | Ruolo | Data di nascita   | Nazionalità sportiva |
| -- | --------------------- | ----- | ----------------- | -------------------- |
| -  | Viktar Hancharou      | All   | -                 | -                    |
| 1  | Marina Tumas          | S     | 17 settembre 1984 | İller Bankası        |
| 2  | Ol'ha Pal'čevskaja    | P     | 6 dicembre 1984   | -                    |
| 3  | Yuliya Markouskaya    | L     | 29 maggio 1982    | -                    |
| 5  | Nadzeja Malasaj       | C     | 14 dicembre 1990  | -                    |
| 6  | Ekaterina Skrabatun   | S     | 23 aprile 1987    | -                    |
| 7  | Alina Il'juta         | -     | -                 | -                    |
| 8  | Anastasija Harėlik    | -     | 20 marzo 1991     | Minčanka             |
| 9  | Kacjaryna Zakreŭskaja | S     | 29 settembre 1986 | Ankaragücü           |
| 10 | Alena Yurieva         | -     | 21 settembre 1984 | -                    |
| 11 | Anna Shevchenko       | C     | 14 gennaio 1979   | Minčanka             |
| 12 | Aksana Kavalchuk      | S     | 23 novembre 1979  | Uraločka             |
| 13 | Halina Karshakevich   | -     | -                 | -                    |
| 14 | Kryscina Michajlenka  | O     | 26 marzo 1992     | Minčanka             |
| 17 | Ol'ha Pavljukovskaja  | L     | -                 | -                    |
| 19 | Maryna Kuchko         | -     | -                 | -                    |
| 20 | Nadzeya Charnavets    | -     | 2 gennaio 1992    | Minčanka             |

## Bulgaria
| N° | Nome                | Ruolo | Data di nascita  | Nazionalità sportiva |
| -- | ------------------- | ----- | ---------------- | -------------------- |
| -  | Dragutin Baltić     | All   | -                | -                    |
| 1  | Diana Nenova        | P     | 16 aprile 1985   | Rabitə Baku          |
| 3  | Tanja Săbkova       | S/O   | 10 giugno 1989   | Lokomotiv Baku       |
| 5  | Dobriana Rabadžieva | S     | 14 giugno 1991   | Spes Conegliano      |
| 6  | Cvetelina Zarkova   | C     | 18 dicembre 1986 | Samorodok            |
| 7  | Gabriela Koeva      | C     | 25 luglio 1989   | Voléro Zurigo        |
| 8  | Eva Janeva          | S     | 31 luglio 1985   | Omička               |
| 10 | Kremena Kamenova    | S     | 21 maggio 1988   | Lokomotiv Baku       |
| 11 | Hristina Ruseva     | C     | 1º ottobre 1991  | CSKA Sofia           |
| 12 | Marija Karakaševa   | S     | 27 ottobre 1988  | CSKA Sofia           |
| 13 | Marija Filipova     | L     | 10 ottobre 1982  | Lokomotiv Baku       |
| 14 | Nadezhda Shopova    | S     | 8 gennaio 1984   | Verona               |
| 16 | Elica Vasileva      | S     | 13 maggio 1990   | Bergamo              |
| 17 | Strašimira Filipova | C     | 18 agosto 1985   | Uraločka             |
| 18 | Emilija Nikolova    | S/O   | 26 dicembre 1991 | Tomis Constanța      |
| 21 | Lora Kitipova       | P     | 19 maggio 1991   | CSKA Sofia           |

## Croazia
| N° | Nome               | Ruolo | Data di nascita  | Nazionalità sportiva |
| -- | ------------------ | ----- | ---------------- | -------------------- |
| -  | Marijo Baselović   | All   | -                | -                    |
| 1  | Biljana Gligorović | P     | 31 gennaio 1982  | -                    |
| 2  | Ana Grbac          | P     | 23 marzo 1988    | Voléro Zurigo        |
| 3  | Simona Usić        | P     | 4 gennaio 1988   | Split                |
| 4  | Martina Malević    | L     | 7 dicembre 1990  | -                    |
| 5  | Antonija Kaleb     | C     | 2 aprile 1986    | Karşıyaka            |
| 7  | Cecilia Dujić      | S     | 6 settembre 1987 | -                    |
| 8  | Hana Čutura        | S     | 10 marzo 1988    | Münster              |
| 9  | Ilijana Dugandžić  | C     | 17 aprile 1981   | İqtisadçı            |
| 11 | Samanta Fabris     | S/O   | 8 febbraio 1992  | Rijeka               |
| 12 | Matea Ikić         | S     | 25 maggio 1989   | Dąbrowa Górnicza     |
| 14 | Nikolina Kovacić   | S     | 30 aprile 1986   | Forlì                |
| 15 | Ivana Miloš        | C     | 7 marzo 1983     | İqtisadçı            |
| 16 | Paola Došen        | L     | 6 gennaio 1988   | Rijeka               |
| 17 | Jelena Alajbeg     | S/O   | 1º ottobre 1989  | Voléro Zurigo        |
| 18 | Ivana Zmire        | -     | 20 ottobre 1992  | -                    |

## Francia
| N° | Nome                 | Ruolo | Data di nascita   | Nazionalità sportiva |
| -- | -------------------- | ----- | ----------------- | -------------------- |
| -  | Fabrice Vial         | All   | 18 aprile 1969    | -                    |
| 1  | Pauline Soullard     | C     | 24 aprile 1985    | Béziers              |
| 2  | Veronika Hudima      | S     | 8 luglio 1988     | Rumia                |
| 3  | Taiana Tere          | S     | 27 maggio 1986    | Évreux               |
| 4  | Christina Bauer      | C     | 1º gennaio 1988   | Busto Arsizio        |
| 5  | Marielle Bousquet    | L     | 5 aprile 1985     | SF Paris Saint-Cloud |
| 7  | Jelena Lozančić      | C     | 26 marzo 1983     | RC Cannes            |
| 8  | Maëva Orlé           | C     | 8 maggio 1991     | Le Cannet            |
| 9  | Anna Rybaczewski     | S     | 23 marzo 1982     | ASPTT Mulhouse       |
| 10 | Maëva Orlé           | C     | 8 maggio 1991     | Le Cannet            |
| 11 | Armelle Faesch       | P     | 26 dicembre 1981  | ASPTT Mulhouse       |
| 12 | Déborah Ortschitt    | L     | 10 giugno 1987    | ASPTT Mulhouse       |
| 14 | Mallory Steux        | P     | 24 ottobre 1988   | Calais               |
| 15 | Julie Mollinger      | S     | 27 settembre 1990 | Évreux               |
| 16 | Hélène Schleck       | S     | 31 maggio 1986    | Évreux               |
| 17 | Alexandra Dascalu    | S     | 17 aprile 1991    | UGSÉ Nantes          |
| 18 | Alexandra Rochelle   | L     | 14 dicembre 1983  | Évreux               |
| 19 | Félicia Menara       | P     | 23 giugno 1991    | Venelles             |
| 20 | Bénédicte Mauricette | C     | 1º giugno 1985    | Tulle Naves          |
| 22 | Leyla Tuifua         | P     | 17 ottobre 1986   | Istres               |
| 24 | Nassira Camara       | S/O   | 28 giugno 1983    | Venelles             |

## Grecia
| N° | Nome                   | Ruolo | Data di nascita  | Nazionalità sportiva |
| -- | ---------------------- | ----- | ---------------- | -------------------- |
| -  | Dimitrios Floros       | All   | -                | -                    |
| 1  | Euaggelia Kyriakidou   | -     | 27 luglio 1981   | -                    |
| 2  | Stylianī Christodoulou | P     | 19 luglio 1991   | -                    |
| 4  | Nikoletta Koutouxidou  | P     | 10 gennaio 1980  | -                    |
| 5  | Athīna Papafōtiou      | P     | 23 agosto 1989   | -                    |
| 6  | Elenī Kiosī            | S     | 27 febbraio 1985 | -                    |
| 7  | Geōrgia Tzanakakī      | C     | 1º dicembre 1980 | -                    |
| 8  | Foteini Papageorgiou   | S     | 16 febbraio 1981 | -                    |
| 9  | Panagiōta Gkiouzelī    | S     | 17 marzo 1990    | -                    |
| 12 | Xanthī Mylōna          | L     | 27 gennaio 1980  | Panathīnaïkos        |
| 13 | Katerina Giōta         | C     | 3 luglio 1990    | -                    |
| 14 | Evgenia Tsima          | -     | 17 maggio 1986   | Markopoulo           |
| 15 | Evaggelia Chantava     | S     | 26 ottobre 1990  | Olympiakos           |
| 17 | Maria Lamprinidou      | C     | 29 giugno 1986   | -                    |
| 18 | Anna Kavatha           | C     | 15 dicembre 1987 | Olympiakos           |
| 19 | Eirini Kelesidou       | L     | -                | -                    |
| 22 | Evangelia Merteki      | -     | 29 aprile 1991   | -                    |
| 23 | Ourania Gkouzou        | C     | 25 gennaio 1981  | -                    |

## Israele
| N° | Nome                 | Ruolo | Data di nascita   | Nazionalità sportiva |
| -- | -------------------- | ----- | ----------------- | -------------------- |
| -  | Arie Selinger        | All   | -                 | -                    |
| 1  | Tatjana Frage        | S     | 23 febbraio 1973  | -                    |
| 2  | Anastasiya Shebtarov | L     | 28 ottobre 1992   | -                    |
| 3  | Anna Velikiy         | S     | 10 dicembre 1982  | Prostějov            |
| 4  | Shir-Lee Rooney      | C     | 14 luglio 1989    | -                    |
| 5  | Yuliya Volivach      | -     | 26 gennaio 1971   | -                    |
| 6  | Shany Peham          | P     | 3 marzo 1993      | -                    |
| 8  | Galit Devash         | C     | 18 settembre 1986 | -                    |
| 9  | Adva Zinober         | L     | 5 novembre 1982   | -                    |
| 10 | Inessa Birman        | C     | 21 agosto 1978    | Lokomotiv Baku       |
| 11 | Elvira Kolnogorov    | S     | 23 luglio 1992    | -                    |
| 12 | Libi Haim            | P     | 24 aprile 1984    | -                    |
| 13 | Polina Arazi         | S/O   | 18 febbraio 1978  | -                    |
| 14 | Ron Ponte            | -     | 14 luglio 1988    | -                    |
| 15 | Anna Farhi           | -     | -                 | -                    |
| 16 | Tatiana Artmenko     | S     | 2 settembre 1976  | Prostějov            |
| 17 | Inbar Vinarsky       | -     | 6 novembre 1991   | -                    |

## Rep. Ceca
| N° | Nome               | Ruolo | Data di nascita   | Nazionalità sportiva |
| -- | ------------------ | ----- | ----------------- | -------------------- |
| -  | Jiri Siller        | All   | -                 | -                    |
| 1  | Andrea Kossányiová | S     | 6 agosto 1993     | Olymp Praha          |
| 2  | Šárka Barborková   | S     | 6 novembre 1985   | Vilsbiburg           |
| 3  | Kristýna Pastulová | C     | 22 ottobre 1985   | Přerovský            |
| 4  | Aneta Havlíčková   | S/O   | 3 luglio 1987     | Busto Arsizio        |
| 5  | Julie Jášová       | L     | 14 settembre 1987 | Fischbek             |
| 6  | Vendula Měrková    | S/O   | 3 marzo 1988      | Suhl                 |
| 8  | Šárka Melichárková | S     | 8 giugno 1990     | Královo Pole         |
| 9  | Anna Kallistová    | C     | 30 ottobre 1982   | Olymp Praha          |
| 10 | Šárka Kubínová     | P     | 19 aprile 1988    | Prostějov            |
| 12 | Martina Jakubšová  | S     | 14 giugno 1988    | Olymp Praha          |
| 13 | Tereza Vanžurová   | S     | 4 aprile 1991     | Olymp Praha          |
| 14 | Lucie Mühlsteinová | P     | 15 ottobre 1984   | Dąbrowa Górnicza     |
| 15 | Ivna Svobodníková  | C     | 1º aprile 1991    | Královo Pole         |
| 16 | Helena Havelková   | S     | 25 luglio 1988    | Busto Arsizio        |
| 18 | Ivona Svobodníková | C     | 1º aprile 1991    | Královo Pole         |
| 19 | Nikol Sajdová      | C     | 20 luglio 1988    | Prostějov            |

## Romania
| N° | Nome              | Ruolo | Data di nascita  | Nazionalità sportiva |
| -- | ----------------- | ----- | ---------------- | -------------------- |
| -  | Darko Zakoć       | All   | -                | -                    |
| 1  | Ioana Nemțanu     | S     | 1º gennaio 1989  | Tomis Constanța      |
| 2  | Ana Cazacu        | S     | 21 luglio 1994   | Tomis Constanța      |
| 3  | Andreea Dimeny    | L     | 21 febbraio 1985 | -                    |
| 4  | Alexandra Trică   | S     | 21 ottobre 1985  | Tomis Constanța      |
| 5  | Liana Smărăndache | C     | 9 agosto 1989    | Dinamo Bucarest      |
| 6  | Alexandra Sobo    | C     | 25 aprile 1987   | -                    |
| 8  | Adina Stanciu     | S/O   | 17 dicembre 1986 | -                    |
| 9  | Diana Neaga       | P     | 24 maggio 1986   | Tomis Constanța      |
| 10 | Nicoleta Manu     | L     | 3 dicembre 1980  | Știința Bacău        |
| 11 | Alina Albu        | C     | 6 settembre 1983 | ASPTT Mulhouse       |
| 12 | Adina Salaoru     | S/O   | 5 agosto 1989    | -                    |
| 13 | Sabina Miclea     | P     | 4 dicembre 1990  | -                    |
| 17 | Daiana Mureșan    | S/O   | 6 luglio 1990    | AZS Białystok        |
| 18 | Nneka Onyejekwe   | C     | 8 agosto 1989    | Voléro Zurigo        |

## Serbia
| N° | Nome              | Ruolo | Data di nascita  | Nazionalità sportiva |
| -- | ----------------- | ----- | ---------------- | -------------------- |
| -  | Zoran Terzić      | All   | 9 luglio 1966    | Sirio Perugia        |
| 1  | Ana Lazarević     | S     | 4 luglio 1991    | Vizura               |
| 2  | Jovana Brakočević | S/O   | 5 marzo 1988     | Guangdong Hengda     |
| 3  | Sanja Malagurski  | S     | 8 giugno 1990    | Stella Rossa         |
| 4  | Bojana Živkovići  | P     | 29 marzo 1988    | Stella Rossa         |
| 5  | Nataša Krsmanović | C     | 19 giugno 1985   | Rabitə Baku          |
| 6  | Tijana Malešević  | S     | 18 marzo 1991    | Voléro Zurigo        |
| 7  | Brižitka Molnar   | S     | 28 luglio 1985   | Panathīnaïkos        |
| 8  | Ana Antonijević   | P     | 26 agosto 1987   | RC Cannes            |
| 9  | Jovana Vesović    | S     | 21 giugno 1987   | Dinamo Bucarest      |
| 10 | Maja Ognjenović   | P     | 6 agosto 1984    | Olympiakos           |
| 14 | Nađa Ninković     | C     | 1º novembre 1991 | Stella Rossa         |
| 16 | Milena Rašić      | C     | 25 ottobre 1990  | RC Cannes            |
| 17 | Silvija Popović   | L     | 15 marzo 1986    | Rabitə Baku          |
| 18 | Suzana Ćebić      | L     | 9 novembre 1984  | Suhl                 |
| 20 | Nina Rosić        | L     | 5 maggio 1990    | Voléro Zurigo        |

## Spagna
| N° | Nome                   | Ruolo | Data di nascita   | Nazionalità sportiva |
| -- | ---------------------- | ----- | ----------------- | -------------------- |
| -  | Gido Vermeulen         | All   | -                 | -                    |
| 1  | Rocio Gómez            | S     | 30 dicembre 1987  | Murillo              |
| 2  | Patricia Barrio        | S     | 8 marzo 1989      | İqtisadçı            |
| 3  | María Isabel Fernández | C     | 6 settembre 1982  | İqtisadçı            |
| 4  | Marta García           | L     | 4 gennaio 1986    | -                    |
| 5  | Milagros Collar        | C     | 15 aprile 1988    | CAV Murcia           |
| 6  | Ana Correa             | C     | 19 gennaio 1985   | Ciutadella           |
| 7  | Amaranta Fernández     | C     | 11 agosto 1983    | Trefl Sopot          |
| 8  | Diana Sánchez          | S     | 7 marzo 1977      | Ciutadella           |
| 9  | Patricia Aranda        | P     | 27 giugno 1979    | Aguere               |
| 10 | Diana Castaño          | L     | 5 aprile 1983     | CAV Murcia           |
| 12 | Sara Hernández         | P     | 12 settembre 1986 | Tenerife             |
| 13 | Sara Sarmiento         | C     | 12 marzo 1987     | -                    |
| 14 | Jessica Rivero         | S     | 15 marzo 1995     | JAV Olímpico         |
| 15 | Mireya Delgado         | S/O   | 5 novembre 1991   | Diego Porcelos       |
| 16 | María Segura           | S     | 10 giugno 1992    | Barcellona           |
| 17 | Lucía Paraja           | C     | 10 febbraio 1983  | Sirio Perugia        |
| 18 | Alba Sánchez           | S     | 9 settembre 1991  | Diego Porcelos       |
| 20 | Amelia Portero         | S     | 28 maggio 1995    | -                    |

## Turchia
| N° | Nome                  | Ruolo | Data di nascita  | Nazionalità sportiva |
| -- | --------------------- | ----- | ---------------- | -------------------- |
| -  | Mehmet Bedestenlioglu | All   | -                | -                    |
| 1  | Asuman Karakoyun      | P     | 16 novembre 1990 | Eczacıbaşı           |
| 2  | Gözde Kırdar          | S     | 25 giugno 1985   | VakıfBank GS         |
| 3  | Gizem Güreşen         | L     | 14 gennaio 1987  | VakıfBank GS         |
| 4  | Elif Onur             | S     | 6 dicembre 1989  | Nilüfer              |
| 5  | Ergül Avcı            | C     | 24 luglio 1987   | Fenerbahçe           |
| 6  | Polen Uslupehlivan    | S/O   | 27 agosto 1990   | Nilüfer              |
| 8  | Bahar Toksoy          | C     | 6 febbraio 1988  | VakıfBank GS         |
| 10 | Güldeniz Önal         | S     | 25 marzo 1986    | VakıfBank GS         |
| 11 | Naz Aydemir           | P     | 14 agosto 1990   | Fenerbahçe           |
| 12 | Esra Gümüş            | S     | 2 ottobre 1982   | Eczacıbaşı           |
| 13 | Neriman Özsoy         | S     | 13 luglio 1988   | Trefl Sopot          |
| 14 | Eda Erdem             | C     | 22 febbraio 1987 | Fenerbahçe           |
| 15 | Neşve Büyükbayram     | C     | 1º gennaio 1990  | Yeşilyurt            |
| 16 | Selime İlyasoğlu      | S     | 18 novembre 1988 | Nilüfer              |
| 17 | Neslihan Demir        | S/O   | 9 dicembre 1983  | Eczacıbaşı           |
| 18 | Özge Kırdar           | P     | 26 giugno 1985   | VakıfBank GS         |
| 21 | Ceren Kestirengöz     | S     | 19 luglio 1993   | VakıfBank GS         |

## Ungheria
| N° | Nome             | Ruolo | Data di nascita  | Nazionalità sportiva |
| -- | ---------------- | ----- | ---------------- | -------------------- |
| -  | Zoltán Jóay      | All   | -                | -                    |
| 1  | Rita Liliom      | S/O   | 23 maggio 1986   | -                    |
| 4  | Zsuzsanna Jozsa  | S     | 19 aprile 1983   | -                    |
| 5  | Tímea Kovács     | S/O   | 2 maggio 1986    | -                    |
| 6  | Barbara Degi     | S/O   | 29 ottobre 1983  | Köniz                |
| 7  | Beatrix Meléndez | P     | 27 agosto 1986   | -                    |
| 8  | Zsuzsanna Tálas  | P     | 9 luglio 1993    | -                    |
| 9  | Zsanett Miklai   | S     | -                | -                    |
| 10 | Dóra Horváth     | S     | 4 marzo 1988     | Asystel              |
| 12 | Gabriella Vatai  | L     | 6 ottobre 1982   | -                    |
| 13 | Katalin Kiss     | -     | -                | -                    |
| 14 | Renáta Sándor    | -     | 15 dicembre 1990 | -                    |
| 15 | Dóra Kötél       | L     | 16 giugno 1988   | -                    |
| 16 | Eszter Kovács    | C     | 13 febbraio 1984 | Erfurt               |
| 17 | Anita Filipovics | C     | 9 aprile 1988    | Crema                |
| 18 | Julia Milovits   | -     | -                | -                    |